# Стоунволл (Міссісіпі)
Стоунволл (англ. Stonewall) — місто (англ. town) в США, в окрузі Кларк штату Міссісіпі. Населення — 879 осіб (2020).

## Географія
Стоунволл розташований за координатами 32°8′6″ пн. ш. 88°47′52″ зх. д. / 32.13500° пн. ш. 88.79778° зх. д. (32.135091, -88.797787).  За даними Бюро перепису населення США в 2010 році місто мало площу 6,90 км², з яких 6,88 км² — суходіл та 0,02 км² — водойми.

## Демографія
Згідно з переписом 2010 року, у місті мешкало 1088 осіб у 469 домогосподарствах у складі 317 родин. Густота населення становила 158 осіб/км².  Було 559 помешкань (81/км²).
Расовий склад населення:
| - 68,5 % — білих - 30,1 % — чорних або афроамериканців - 1,0 % — корінних американців |

До двох чи більше рас належало 0,4 %. Частка іспаномовних становила 0,9 % від усіх жителів.
За віковим діапазоном населення розподілялося таким чином: 23,4 % — особи молодші 18 років, 57,2 % — особи у віці 18—64 років, 19,4 % — особи у віці 65 років та старші. Медіана віку мешканця становила 44,4 року. На 100 осіб жіночої статі у місті припадало 91,5 чоловіків;  на 100 жінок у віці від 18 років та старших — 84,7 чоловіків також старших 18 років.
Середній дохід на одне домашнє господарство  становив 38 999 доларів США (медіана — 30 577), а середній дохід на одну сім'ю — 45 763 долари (медіана — 37 039). Медіана доходів становила 32 462 долари для чоловіків та 24 318 доларів для жінок. За межею бідності перебувало 17,8 % осіб, у тому числі 26,6 % дітей у віці до 18 років та 6,8 % осіб у віці 65 років та старших.
Цивільне працевлаштоване населення становило 443 особи. Основні галузі зайнятості: освіта, охорона здоров'я та соціальна допомога — 23,3 %, роздрібна торгівля — 16,9 %, виробництво — 12,4 %.